# Commonwealth Games 2022/Judo
Bei den Commonwealth Games 2022 in Birmingham, England, wurden vom 1. bis 3. August 2022 im Judo 14 Wettbewerbe ausgetragen, jeweils sieben für Männer und Frauen. Austragungsort war die Coventry Building Society Arena. Erfolgreichste Nation war England, dessen Sportler fünf Goldmedaillen gewannen.

## Ergebnisse Männer

### Superleichtgewicht (bis 60 kg)
| Platz | Land | Sportler          |
| ----- | ---- | ----------------- |
| 1     | ENG  | Ashley McKenzie   |
| 2     | ENG  | Samuel Hall       |
| 3     | AUS  | Joshua Katz       |
| 3     | IND  | Vijay Kumar Yadav |

Datum: 1. August 2022

### Halbleichtgewicht (bis 66 kg)
| Platz | Land | Sportler               |
| ----- | ---- | ---------------------- |
| 1     | CYP  | Georgios Balarjishvili |
| 2     | SCO  | Finlay Allan           |
| 3     | AUS  | Nathan Katz            |
| 3     | NIR  | Nathon Burns           |

Datum: 1. August 2022

### Leichtgewicht (bis 73 kg)
| Platz | Land | Sportler                     |
| ----- | ---- | ---------------------------- |
| 1     | ENG  | Daniel Powell                |
| 2     | GAM  | Faye Njie                    |
| 3     | MAS  | Amir Daniel Bin Abdul Majeed |
| 3     | AUS  | Jake Bensted                 |

Datum: 2. August 2022

### Halbmittelgewicht (bis 81 kg)
| Platz | Land | Sportler                  |
| ----- | ---- | ------------------------- |
| 1     | ENG  | Lachlan Moorhead          |
| 2     | CAN  | François Gauthier-Drapeau |
| 3     | AUS  | Uros Nikolic              |
| 3     | CAN  | Mohab Elnahas             |

Datum: 2. August 2022

### Mittelgewicht (bis 90 kg)
| Platz | Land | Sportler        |
| ----- | ---- | --------------- |
| 1     | ENG  | Jamal Petgrave  |
| 2     | MRI  | Rémi Feuillet   |
| 3     | AUS  | Harrison Cassar |
| 3     | PAK  | Shah Hussain    |

Datum: 2. August 2022

### Halbschwergewicht (bis 100 kg)
| Platz | Land | Sportler            |
| ----- | ---- | ------------------- |
| 1     | CAN  | Shady El Nahas      |
| 2     | CAN  | Kyle Reyes          |
| 3     | ENG  | Harry Lovell-Hewitt |
| 3     | ENG  | Rhys Thompson       |

Datum: 3. August 2022

### Schwergewicht (über 100 kg)
| Platz | Land | Sportler           |
| ----- | ---- | ------------------ |
| 1     | CAN  | Marc Deschenes     |
| 2     | AUS  | Kody Andrews       |
| 3     | AUS  | Liam Park          |
| 3     | MRI  | Sebastien Perrinne |

Datum: 3. August 2022

## Ergebnisse Frauen

### Superleichtgewicht (bis 48 kg)
| Platz | Land | Sportlerin             |
| ----- | ---- | ---------------------- |
| 1     | RSA  | Michaele Whitebooi     |
| 2     | IND  | Shushila Devi Likmabam |
| 3     | ENG  | Amy Platten            |
| 3     | MLT  | Katryna Esposito       |

Datum: 1. August 2022

### Halbleichtgewicht (bis 52 kg)
| Platz | Land | Sportlerin      |
| ----- | ---- | --------------- |
| 1     | AUS  | Tinka Easton    |
| 2     | CAN  | Kelly Deguchi   |
| 3     | NIR  | Yasmin Javadian |
| 3     | RSA  | Charne Griesel  |

Datum: 1. August 2022

### Leichtgewicht (bis 57 kg)
| Platz | Land | Sportlerin           |
| ----- | ---- | -------------------- |
| 1     | CAN  | Christa Deguchi      |
| 2     | ENG  | Acelya Toprak        |
| 3     | MRI  | Christianne Legentil |
| 3     | SCO  | Malin Wilson         |

Datum: 1. August 2022

### Halbmittelgewicht (bis 63 kg)
| Platz | Land | Sportlerin                  |
| ----- | ---- | --------------------------- |
| 1     | CAN  | Catherine Beauchemin-Pinard |
| 2     | ENG  | Gemma Howell                |
| 3     | WAL  | Jasmine Hacker Jones        |
| 3     | AUS  | Katharina Haecker           |

Datum: 2. August 2022

### Mittelgewicht (bis 70 kg)
| Platz | Land | Sportlerin               |
| ----- | ---- | ------------------------ |
| 1     | AUS  | Aoife Coughlan           |
| 2     | JAM  | Ebony Drysdale Daley     |
| 3     | ENG  | Kelly Petersen-Pollard   |
| 3     | ENG  | Katie-Jemima Yeats-Brown |

Datum: 2. August 2022

### Halbschwergewicht (bis 78 kg)
| Platz | Land | Sportlerin        |
| ----- | ---- | ----------------- |
| 1     | ENG  | Emma Reid         |
| 2     | WAL  | Natalie Powell    |
| 3     | SCO  | Rachel Tytler     |
| 3     | NZL  | Moira De Villiers |

Datum: 3. August 2022

### Schwergewicht (über 78 kg)
| Platz | Land | Sportlerin      |
| ----- | ---- | --------------- |
| 1     | SCO  | Sarah Adlington |
| 2     | IND  | Tulika Maan     |
| 3     | AUS  | Abigail Paduch  |
| 3     | NZL  | Sydnee Andrews  |

Datum: 3. August 2022

## Medaillenspiegel
| Platz  | Land       | Gold | Silber | Bronze | Gesamt |
| ------ | ---------- | ---- | ------ | ------ | ------ |
| 1      | England    | 5    | 3      | 5      | 13     |
| 2      | Kanada     | 4    | 3      | 1      | 8      |
| 3      | Australien | 2    | 1      | 8      | 11     |
| 4      | Schottland | 1    | 1      | 2      | 4      |
| 5      | Südafrika  | 1    | –      | 1      | 2      |
| 6      | Zypern     | 1    | –      | –      | 1      |
| 7      | Indien     | –    | 2      | 1      | 3      |
| 8      | Mauritius  | –    | 1      | 2      | 3      |
| 9      | Wales      | –    | 1      | 1      | 2      |
| 10     | Gambia     | –    | 1      | –      | 1      |
| 10     | Jamaika    | –    | 1      | –      | 1      |
| 12     | Neuseeland | –    | –      | 2      | 2      |
| 12     | Nordirland | –    | –      | 2      | 2      |
| 14     | Malaysia   | –    | –      | 1      | 1      |
| 14     | Malta      | –    | –      | 1      | 1      |
| 14     | Pakistan   | –    | –      | 1      | 1      |
| Gesamt | Gesamt     | 14   | 14     | 28     | 56     |